# Croydon (Londen)
Croydon is een historische stad (town), wijk en groot commercieel centrum in het Zuid-Londense bestuurlijke gebied Croydon, in de regio Groot-Londen. Het ligt vijftien kilometer ten zuiden van Charing Cross, het centrale meetpunt in Londen.
Tussen 1920 en 1959 was Croydon de locatie van Croydon Airport, de toenmalige luchthaven van Londen, met vluchten naar Amsterdam, Parijs, Berlijn en andere steden in Europa. Enkele gebouwen van deze voormalige luchthaven staan er nog steeds.
Het Station East Croydon is qua aantal reizigers het tiende treinstation van de Londense agglomeratie. Vanaf Croydon rijden snelle treinen naar het centrum van Londen in minder dan een kwartier. Ook is er een directe verbinding met de luchthaven Londen Gatwick. Een ander druk station is Station West Croydon, dat bovendien het centrale station is voor de vier lokale tramlijnen van Tramlink.
Croydon wordt in de toekomstvisie London Plan (2004/2015) aangemerkt als een van de 19 metropolitan centres van Groot-Londen met een verzorgingsgebied groter dan de eigen borough. Tevens is het een van de 38 opportunity areas in de agglomeratie, gebieden met positieve ontwikkelingsmogelijkheden.

## Stedenbanden
- Arnhem (Nederland)

## Geboren in Croydon
- Joseph John Elliott (1835-1903), fotograaf
- Cicely Mary Barker (1895-1973), illustratrice
- Peggy Ashcroft (1907-1991), actrice
- David Lean (1908-1991), filmregisseur en -producent
- Eunice Gayson (1928-2018), actrice
- Ioan James (1928-2025), wiskundige
- Roy Hudd (1936-2024), acteur, auteur, komiek en radiopresentator
- Matthew Fisher (1946), muzikant (organist Procol Harum), componist en producer
- Roy Hodgson (1947), voetbalcoach en ex-profvoetballer
- Jamie Reid (1947-2023), grafisch ontwerper
- Kirsty MacColl (1959-2000), zangeres
- Anne Clark (1960), dichteres, zangeres en avant-garde muzikante
- Derren Brown (1971), mentalist/illusionist
- Lucy Speed (1976), actrice
- Tehmina Sunny (1980), actrice
- Jason Puncheon (1986), voetballer
- James Dasaolu (1987), atleet
- Lewis Grabban (1988), voetballer
- Stormzy (1993), rapper
- Stefan O'Connor (1997), voetballer
- Lola Young (2001), singer-songwriter
- Emile Smith Rowe (2000), voetballer
- Tino Livramento (2002), voetballer

## Galerij

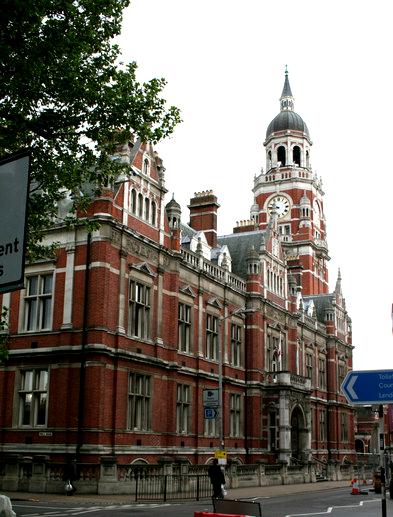
Croydon Town Hall
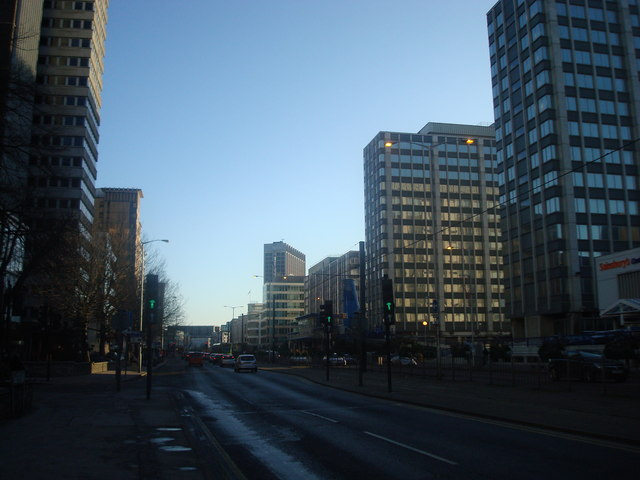
Hoogbouw Wellesley Road
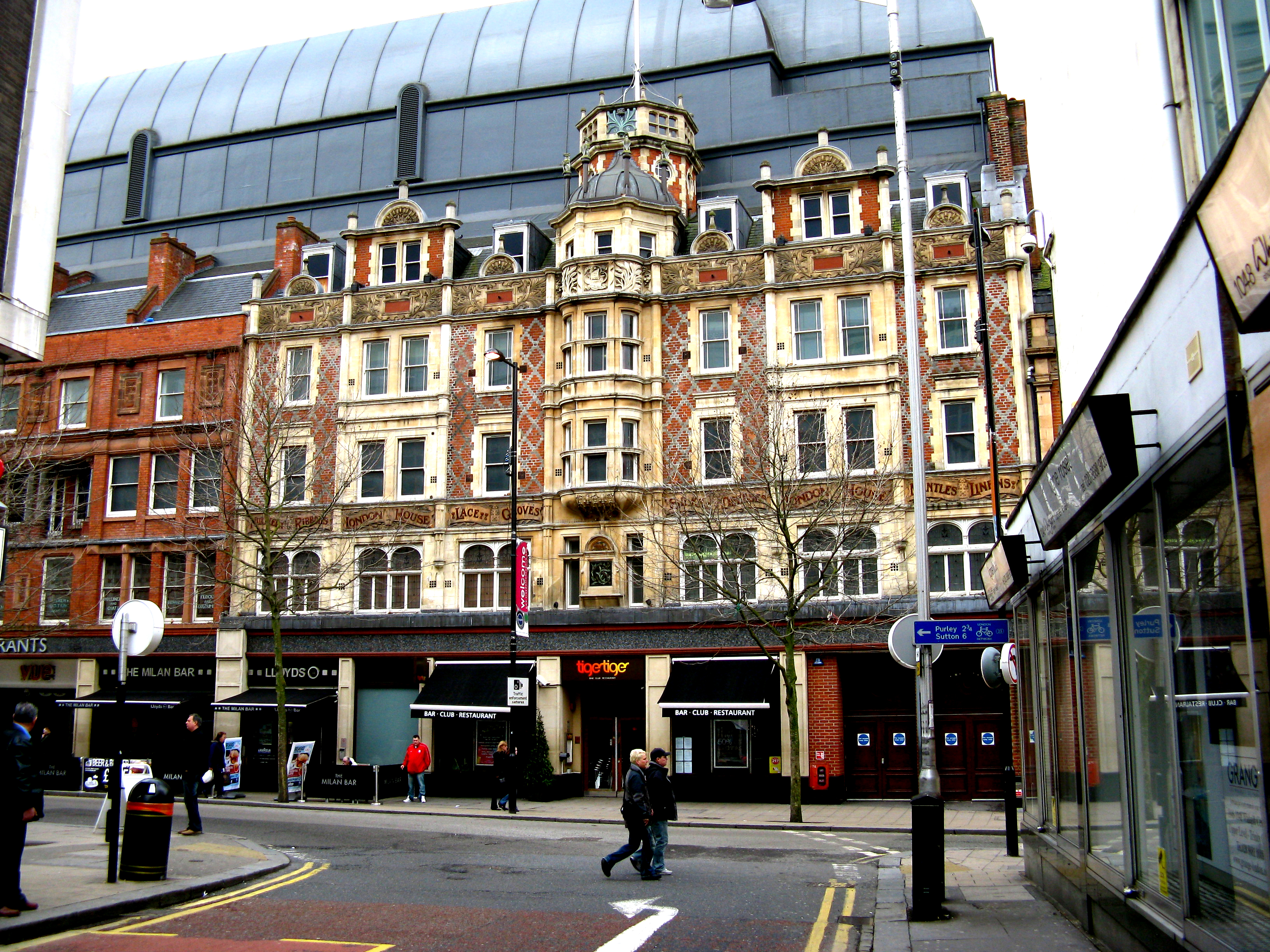
Grant's Department Store
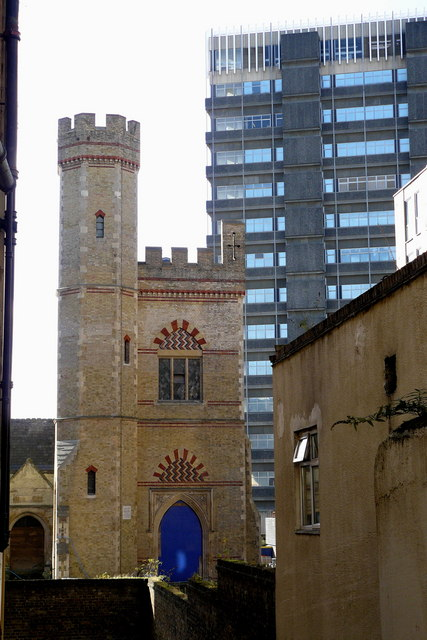
Pompstation Surrey Street